# Iwan Hamalij
Iwan Pawłowycz Hamalij, ukr. Іван Павлович Гамалій (ur. 20 października 1956 w Hamalijiwce, zm. 18 grudnia 2022 w Portugalii) – ukraiński piłkarz.

## Kariera
Zdobył ponad 100 goli w różnych ligach mistrzostw ZSRR (zob. Klub Jewhena Derewjahy).
Występował w klubach ukraińskich, także polskich: Miedzi Legnica i od początku jesieni 1991 Stali Sanok w sezonie III ligi 1991/1992. W sanockiej drużynie od początku imponował umiejętnościami i formą. W jednym z pierwszych spotkań w barwach Stali, w dniu swoich 35 urodzin uzyskał dwa gole i dwie asysty w meczu przeciw Tarnovii Tarnów. Ponadto w 1999 był zawodnikiem futsalowej drużyny Etanol Stronibaby.